# خورامان قاسيموفا
خورامان أكرام قيزي قاسيموفا - (بالأذرية:  Xuraman Qasımova) هي مغنية أوبرا أذربيجانية ذات طبقة صوتية سوبرانو، فنان الشعب في جمهورية أذربيجان الاشتراكية السوفيتية (1986)، حائزة على جائرتين "شهرة" و «شرف». 

## سيرتها ذاتية
ولدت خورامان قاسيموفا في 6 يونيو، عام 1951 في باكو. هي من محافظة سليان. تخرجت خورامان قاسيموفا من أكاديمية باكو للموسيقى في 1975.
منذ عام 1976 هي عازفة منفرد في مسرح أكاديمية دولة أذربيجان للأوبرا والباليه.
في وقت الحاضر درس في أكاديمية باكو للموسيقى.
وهي دكتورة جامعية في جامعة إسطنبول الحكومة للموسيقى ومنذ عام 1994.
قامت بالظهور العديد من الدول الأجنبية كبلغاريا، تشيكوسلوفاكيا، مالطا، فرنسا، النمسا، النرويج، تركيا، فنلندا، إلخ.
أدوارها الهمة هي "سالمة"، "سيويل"، "نيجار"، ميمي وموزيتي"، "ديزديمونا" - ("عطيل")، "تاتيانة"، "ناتاوان".
جنبا إلى جنب مع أدوارها في المسرح، شاركت العديد من الأفلام مثل «انا لست جميلة»، «الحياة تمتحننا» وإلخ.

## فيلموجرافيا
- «بناؤن المستقبل» (فيلم، 1982)
- «الحياة تمتحننا» (فيلم، 1972)
- «حزننا... غررنا» (فيلم، 1998)
- «المخرج حسن سيدبيلي» (فيلم، 2002)
- مايسترو نيازي (فيلم، 2007)
- «لست جميلة» (فيلم، 1968)
- «المسارات غير المرغوب فيها»(فيلم، 2011)

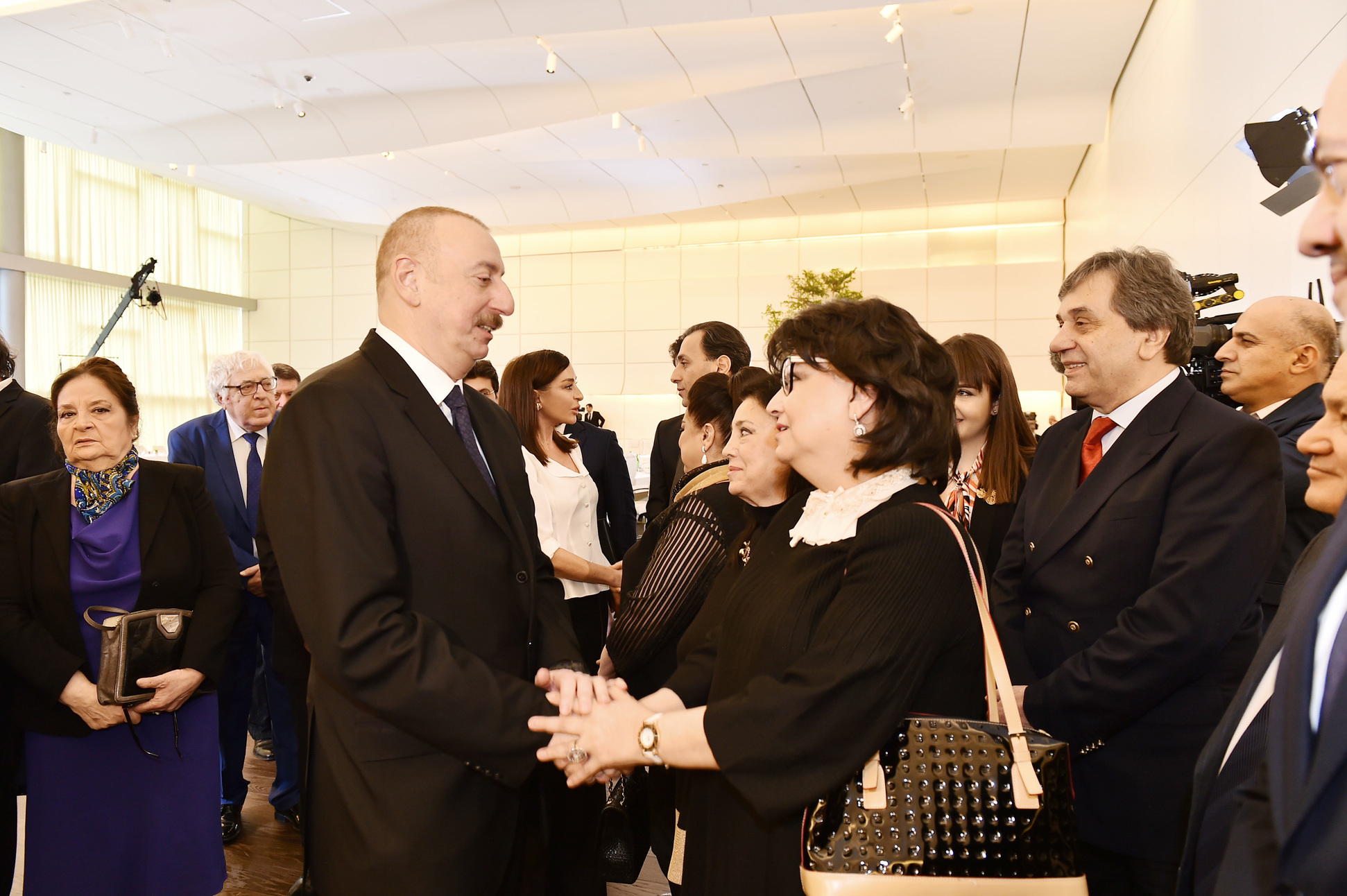
خورامان قاسيموفا في اللقاء مع الرئيس إلهام علييف

- «من القلب إلى القلب» (فيلم، 2007)
- "حياة" عزير" (فيلم، 1981)
- «نداء» (فيلم، 1995)

## الوصلات الخارجية
- خورامان قاسيموفا على موقع IMDb (الإنجليزية)
- خورامان قاسيموفا على موقع ميوزك برينز (الإنجليزية)
- خورامان قاسيموفا على موقع ديسكوغز (الإنجليزية)
- خورامان قاسيموفا على موقع كينوبويسك (الروسية)

- https://www.youtube.com/watch?v=MTqkub12aNQ
- https://www.youtube.com/watch?v=Izpnd-o90XQ